# Atletisme als Jocs Olímpics d'estiu de 1904 - triple salt aturat homes
El triple salt aturat masculí va ser una de les proves disputades durant els Jocs Olímpics de Saint Louis de 1904. La prova es va disputar el 3 de setembre de 1904 i hi van prendre part 4 atletes, tots dels Estats Units.
Ray Ewry va continuar dominant la categoria de salts aturats en aquestes Olimpíades, revalidant amb èxit les tres medalles d'or aconseguides a París quatre anys abans.

## Medallistes
| Or       | Plata        | Bronze         |
| Ray Ewry | Charles King | Joseph Stadler |

## Rècords
Aquests eren els rècords del món i olímpic que hi havia abans de la celebració dels Jocs Olímpics de 1904.
| Rècord del Món | ?            | ?        | ?           | ?                    |
| Rècord Olímpic | 10,58 metres | Ray Ewry | París (FRA) | 16 de juliol de 1900 |

## Resultats
| Posició | Atleta          | Distància (m) |
| ------- | --------------- | ------------- |
| Or      | Ray Ewry        | 10,54         |
| Plata   | Charles King    | 10,16         |
| Bronze  | Joseph Stadler  | 9,60          |
| 4       | Garrett Serviss | 9,53          |